# Tandslet
Tandslet er en by på Als med 623 indbyggere  (2024), beliggende 9 km sydøst for Augustenborg, 9 km syd for Fynshav, 7 km nordøst for Høruphav og 16 km øst for Sønderborg. Byen hører til Sønderborg Kommune og ligger i Region Syddanmark. I 1970-2006 hørte byen til Sydals Kommune.
Tandslet hører til Tandslet Sogn. Tandslet Kirke ligger i Over Tandslet. De to bydele Over og Neder Tandslet er vokset sammen langs en 2,3 km lang hovedgade.

## Faciliteter
Sydals Kommune besluttede i 2002 at lukke folkeskolen i Over Tandslet, men byens borgere startede året efter Tandslet Friskole, som har 123 elever og bakkes op af en skolekreds med 281 medlemmer. Naturbørnehaven i Holm Skov er normeret til 45 børn. I skoven ligger også pavillonen Friskoven, som friskolen udlejer. Den har en stor sal med plads til 60 siddende personer og et mindre lokale med plads til 25 personer.
Sydals-Hallen i Neder Tandslet er opført i 1969. Foruden idrætshal er der multisal, motionsrum, cafeteria og 4 keglebaner samt 2 udendørs tennisbaner. Købmandsselskabet Tandslet ligger i Over Tandslet, og Tandslet Transformatormuseum ligger på grænsen mellem de to bydele.

## Historie

### Jernbanen
Amtsbanerne på Als eksisterede 1898-1933. Både Over og Neder Tandslet fik trinbræt med sidespor (tysk: Haltestelle) på amtsbanestrækningen Sønderborg-Skovby. Stationskroen i Neder Tandslet er bevaret på Mommarkvej 346-350. I Over Tandslet er varehuset bevaret på Gammel Skolevej 20, og ½ km af amtsbanens tracé er bevaret fra idrætspladsen til lidt sydøst for vejen Tandsryd.
Amtsbanen gik nord om Over Tandslet, men da den smalsporede amtsbane i 1933 blev erstattet af den normalsporede statsbane Mommarkbanen, blev den ført syd om byen på 3½ km nyt tracé for at undgå bakkerne nord for byen. 200 m af dette tracé er bevaret vest for Tandsgårdvej. Omlægningen krævede en ny stationsbygning, som er bevaret på Lebølvej 5. I Neder Tandslet genbrugte DSB kroen som stationsbygning.

### Stationsbyen
Neder Tandslet havde mejeri allerede i amtsbanens tid. I Mommarkbanens tid havde den også fået forsamlingshus, bageri og telefoncentral; Over Tandslet havde fået lægebolig. I 1962 blev Mommarkbanen nedlagt.

### Mindesten
Foran kirken står en sten, der blev afsløret 14. juni 1930 til minde om Genforeningen i 1920. Senere blev stenen også et minde om Befrielsen i 1945.